# Сабирни логори Нацистичке Немачке у Србији
Логори нацистичке Немачке у Србији или концентрациони или сабирни логори били су врста затвора који су створени за политичке противнике, припаднике појединих етничких или религијских група, цивила из критичног војног подручја или било које групе људи у којима су грађани Србије затварани најчешће без појединачног судског процеса, већ по неким ширим критеријумима. У њима су затвореници зверски мучени, гоњени на тешке радове, оскудно или никако храњени и одевани, стрељани и вешани, нагоњени на самоубиство. У овим логорима су Срби током Другог светског рата практично систематски уништавани.
Користећи постојећа искуства нацисти су маја месеца 1941. издали наређење Аћимовићевој влади за формирање логора широм Србије. Извршавајући немачко наређење Министарство унутрашњих послова одмах је, по наређењу Аћимовића, „учинило одговарајући корак на надлежном месту да се добију подаци о устројству сличних логора у Немачкој", како би се приступило оснивању логора. Тако су по узору на сличне нацистичке логора у Немачком Рајху, од јуна до октобра месеца 1941. године настали најпознатији логори за уништавање становништва Србије и других народа бивше Краљевине Југославије, у Шапцу, Нишу и Београду (Бањица и старо Сајмиште). Следило је потом оснивање и других логора широм Србије.

## Историја
Априлски рат који је водила нацистичка Немачка 1941. године и активност постокупационог  режима  заснивао се на подели Краљевине Југославије, и на принципу „кажњавања Срба”. На овом принципу заснивала се и окупациона политика у самој Србији, нарочито после избијања и великог ширења устанка у лето и јесен 1941. године.

### Услови који су претходили оснивању и територијалној расподели логора
Оснивању и територијалној расподели логора претходила је подела Југославије и Србије, која се заснивала на следећим новоствореним квислиншким творевинама на простору ратом захваћене Европе:
Квислиншке творевине на територији Југославије
У циљу онемогућавања стварања јединствене Југославије у будућности, Трећи рајх је на њеној територији створио (поред територије које су биле припојене појединим окупаторима) и неколико квислиншких творевина: 
- Независну Државу Хрватску, комесарску управу у Србији,
- Конзулату у Љубљанској покрајини,
- Привремени административни комитет у Црној Гори и
- Националистичку шиптарску управу на Космету и делу Македоније.[1]

Квислиншке творевине на територији Србије
Пре масовног оснивања нацистичких логора на простору некадашње Краљевине Југославије извршена је подела територије тако да је:
- Србија у границама које је имала 1912. године (пре Кумановске битке) остала под немачком окупационом управом или управом немачког заповедника за Србију. Изузев Гњиланског среза, пиротског, врањског и зајечарског округа који су припојени Бугарској;
- Банат је остао под немачком окупационом војном управом, која је била јединствена за Србију и Банат. Представник немачке окупационе власти у Банату била је крајскомандатура, која је имала седиште у Петровграду (Зрењанин);
- Бачка, је од 16. децембра 1941. под мађарском окупацијом, када ке присаједињена Мађарској;
- Срем је ушао у састав новостворене квислиншке државе, тзв. Независне Државе Хрватске (НДХ). У НДХ је постављен немачки опуномоћени генерал као војни саветник и веза између немачких оружаних снага и оружаних снага Независне Државе Хрватске;[2]
- Косово и Метохије (сем Трепери, звечанског, лапског и вучитрнског среза, који су били под немачком окупационом војном управом) окупирана је од Италијана и присаједињена Великој Албанији. Део гњиланског среза, Качаник и Витина окупирали су Бугари. Тако су на територији Косова и Метохије постојале три зоне: немачка, италијанска и бугарска.[3]

### Место и улога логора у Србији у немачком систему логора
Пацификација и експлоатација, два главна циља немачког окупатора, могла су да се остваре само оснивањем разгранатог и свеобухватног система принуде у новооснованим логорима уз велико ангажовање војних и полицијских снага. Овакав став окупатора наметнуо је дефинисање нове типологије заточеничких логора у окупираној Србији, и одређивање њиховог места у целом немачком систему логора, како у самом Рајху тако и у окупираним земљама. У том смислу, немачке логоре у Србији треба посматра кроз целокупни систем немачких концентрационих и радних логора у Рајху и окупираним земљама, као један подсистем, који је на територији Србије имао своје логоре нижег и вишег ранга, али увек са циљем прикупљања и даљег упућивања заточеника ради коришћења њихове радне снаге, изузев оних предвиђених за стрељање у одмаздама. То је условило и све веће повезивања немачких логора у окупираној Србији са концентрационим логорима Независне Државе Хрватске, као и са немачким логорима на њеној територији.

### Врсте логора
У циљу што лакшег и темељитијег спровођења тортуре над српским народом и спровођења планског и систематског геноцида над Јеврејима и Ромима, нацисти су у Србији почев од маја 1941. године, прво формирали логоре у којима су били заточени Јевреји и заробљени припадници Југословенске војске, а потом и припадници комунистичког и четничког покрета и њихови симпатизери. Систем оснивања логора имао је примарно за циљ коначно решење јеврејског питања у Србији и заснивао се на нацистичкој идеологији - физичком уништењу у концентрационим логорима, којом је требало да се оствари нацистичко-расистичка теорија о „чистоћи аријевске расе” али и „теорија о чистоћи српске, хрватске, мађарске или бугарске нације” ликвидирањем Рома и за режим неприхватљивих Срба.
Логори које су у Србији основали нацисти током Другог светског рата могу се поделити у три врсте према својој намени на: сабирне, концентрационе и радне логоре.
Сабирни логори
Ови логори коришћени су за привремено интернирање Јевреја, Срба и Рома, одакле су касније одвођени у концентрационе логоре, односно логоре смрти. У сабирним логорима логораши су били изложени зверским злостављањима. Било је и појединачних, али не и масовних убиства, која у сабирним логорима нису примењивана.
Међутим, због лоших услова живота и честих злостављања у сабирним логорима страдао је већи број логораша од разних заразних болести, глади и исцрпљености.
Концентрациони логори
У концентрационим логорима, односно логорима смрти, логораши су били изложени најзверскијим злостављањима, глади, тешким условима живота који су доводили до масовних појава заразних болести. Они који нису умрли од глади, исцрпљености и болести, били су највећим делом побијени на најстрашнији начин, на бројним за то посебно намењеним местима.
Радни логори
У радним логорима логораши су били су изложени исцрпљујућем физичком раду, који је поред тешког гладовања, условио масовно умирање заточеника и у тим логорима.

### Хронологија рада логора
Од лета 1943, а посебно од капитулације Италије 8. септембра 1943, у логор на Сајмишту довожени су и немачки заточеници из Грчке и Албаније, као и из оних делова Југославије који су били под италијанском окупацијом. Са Сајмишта заточеници су дистрибуирани у друге немачке логоре, углавном у концентрационе логоре у Рајху. Тако је „Прихватни логор Земун” постао централни немачки прихватни логор за цели Југоисток. Истовремено, неки делови логора имали су и функцију пролазног логора за ратне заробљенике, док није организован посебан заробљенички логор на самом у Ушћу Саве у Дунав (Durchgangslager 172, Semlin или Пролазни логор 172, Земун).
Мрежу немачких логора у окупираној Србији, као и цели окупациони систем, у периоду пролеће-лето 1944. године, све више је захватала дезорганизација. На то су утицала велика савезничка бомбардовања која су започета у пролеће и лето 1944, и у којима је тешко страдао и логор на Београдском сајмишту, на који су 16. априла 1944. пали теписи бомби и убили и ранили око 200 заточеника и стражара. Тада је практично уништен и заробљенички логор на Ушћу (Пролазни логор 172, Земун). Заробљенички логор је премештен у Милишићеву циглану на Звездари. Немачке снаге су 17. маја 1944. предале своје логоре у НДХ на управу хрватској полицији, али су они, као и до тада, служили првенствено за немачке потребе. Преостали затвореници убрзано су из Србије упућивани у Рајх, али неки логори, пре свега они радни (у Бору и околини), постојали су практично до последњих дана окупације.

## Логори под немачком окупационом управом

### Београд
У Београду су за време Другог светског рата постојала четири логора: Бањица, Старо сајмиште, Топовске шупе и Милишићева циглана.

#### Логор Бањица
Захтев о стварању концентрационог логора на Бањици потекао је од стране Немаца маја 1941. године, који су попут логора у Немачкој желели створити један велики затворски простор у Србији где би били довођени убеђени противници Немачког Рајха као и сви они који нису подржавали Комесарску управу Милана Аћимовића.
По уласку Совјетског Савеза у рат на страни антифашистичке коалиције и почетка првих диверзантских акција партизана у Србији, стварање концентрационог простора у окупираном Београду било је само питање дана. Званично, Бањички логор је оформљен 5. јула 1941. Формалну одлуку о стварању логора донели су немачки командант града Београда и заповедник Гестапоа у окупираној Србији, а спровео ју је у дело тадашњи помоћник министра унутрашњих послова Драгомир Јовановић. За логорашки простор Немци су одабрали бивши војну зграду 18. пешадијског пука „Краљица Марија“ на Бањици. Први заточеници из унутрашњости Србије приспели су у логор 9. јула 1941.
Бањички логор се по формирању почео дограђивати. Најпре су испражњени војни магацини на спрату и просторије су претворене у логорашке собе. У дворишту је подигнута висока стражарска кула, ископани су темељи за подизање зида, а такође су адаптиране и просторије у сутерену.
Бањица је у почетку била логор само за Београд. Међутим, војно-управни командант Србије Хајнрих Данкелман, да би трупе на терену растеретио затвореника, наредио је 21. августа да трупе све затворенике шаљу у концентрациони логор у Београду. Тиме је Бањица изгубила месно значење и није била више потчињена фелдкомандантури у Београду него Управном штабу војноуправног команданта са називом „концентрациони логор Србије Београд“. Управни штаб је добио задатак да регулише преузимање логора и да у управу укључи представнике Зихерхајтсполицаја и Зихерхајтсдинста.

#### Логор Топовске шупе
Логор Топовске шупе био је први концентрациони логора за Јевреје и Роме у Београду налазио се на Аутокоманди на Вождовцу, у Табановачкој улици бр. 1, у између два светска рата касарни која је носила назив „Касарна краљевића Андреја“. Део трошкова за исхрану заточеника делимично је сносила и Општина града Београда. Логор је имао немачку команду и стражу, а био је непосредно под Јеврејским рефератом Гестапоа.
У два објекта (коњушнице) ове војне касарне, прво су заточени, по депортовању у Београд, банатски Јевреји. На прилично скученом простору било је смештено просечно око 1.400 Јевреја. Поред лежаја на самом поду, били су направљени и лежаји од дасака у висини коњских јасала. Мучење логораша вршено је у поткровљу једног од објеката, у простору ограђеном бодљикавом жицом. Вешање и спаљивање одеће и опреме убијених затвореника вршено је на простору између два логорска објекта.
У периоду од 22. августа 1941, када је логор почео да се пуни након масовног хапшења Јевреја у Београду и околини, па до 12. децембра 1941. године када је престао са радом, кроз логор је прошло 4.000 људи, највише Јевреја из Баната и Рома.
Након пресељења последњих заточеника из логора Топовске шупе у новоформирани „Јеврејски логор у Земуну“ на Старом сајмишту, логорски објекти су враћени у првобитну функцију, за потребе немачке окупационе војске, све до ослобођења Београда 1944. када су додељени ЈНА, која их користи све до данашњих дана.

#### Логор Милишићева циглана
Логор Милишићева циглана био је један од четири логора који су радили на територији Београда у окупираној Србији током Другог светског рата.
У логору је било смештено неколико хиљада људи, највише партизана заробљених на простору Далмације и Босне. Око 500 умрло је у логору.

### Бор

#### Међународни радни логор „Борски рудник”
Још од 1942. године изграђен је читав систем концентрационих логора у Бору и његовој околини. Тако је Бор постао током Другог светског рата један од највећих међународних логора у овом делу света који су фашисти покорили. У Бору је током немачке окупације Србије била груписана радна снага многих покорених народа Европе, као и мање групе Француза, Холанђана, Пољака и Чеха. Грка је било више, неколико хиљада антифашиста.
Фебруара 1943. Трећи рајх је затражио од Мађарске да се у Борски рудник упути 10.000 Јевреја за копање руде. У периоду од 11. јула до 30. октобра Мађарска је упутила четири железничка транспорта са лицима која су била осуђена на присилан рад. У четвртом транспорту било је 6.200 Јевреја из Мађарске, Чехословачке и Румуније, подељених у четири чете. Поред њих било је и Јевреја из Бачке. „О броју Јевреја из Бачке, који су упућени на принудни рад у Борски рудник, постоје различити подаци. У књизи "Злочини фашистичких окупатора и њихових помагача против Јевреја у Југославији" наводи се на страни 159 да их је било 500 до 600.
Радни логор обезбеђивала је мађарска стража, а командант логора до краја 1943. био је потпуковник Андраш Балог, који је смењен „због благог поступања према логорашима”. Заменио га је пуковник Еде Марањи, (Марани), који је примењивао најзверскије методе мучења логораша и увео посебан логорски суд који је изрицао смртне казне за најмањи прекршај „логорске дисциплине”. Нарочито су зверски мучени они логораши који би били ухваћени приликом покушаја бекства. О тешком стању и бројним зверствима логору најбоље говори и овај цитат:
| „ | Према извештају Недићеве комисије људи ангажовани на најтежим пословима били су упола голи, боси, оскудно обучени, смештени у баракама без прозора и врата. Људи су тамо представљали само бројке, а не имена и личности и њихово је било да дају последњу кап снаге. На стотине Јевреја излагани су стравичним тортурама. | ” |

После капитулације Италије и 5.000-6.000 италијанских војника приведено је у логоре лоциране на простору борског рудника.
Како су се септембра 1944. логору приближиле партизанске јединице, управа логора приступила је хитној евакуацији јеврејских логораша. Они су били подељени у две групе. Прва група, која је бројала око 3.600 Јевреја, кренула је пешице 17. септембра 1944. преко Петровца на Млави, Мале крсне, до Београда и даље преко Панчева и Титела до Црвенке. Након овог пута, и успутних стрељања стигло је у Бају 1.300 логораша, који су потом превезени у логоре у Немачкој.
Напуштање логора друге групе Јевреја спречиле су јединице XXIII српске дивизије које су извршиле напад на Борски рудник. Из ове групе НОВЈ прикључило се 39 Јевреја.

### Ниш

#### Логор Црвени крст
Логор Црвени крст у Нишу или концентрациони логор Црвени Крст, један је од концентрационих логора које су широм Србије основале Немачке окупационе снаге 1941. године за привремени смештај ратних заробљеника југословенске краљевске војске.
Од априла до 22. јуна 1941. године, у време немачко-совјетског рата, логор је имао намену за смештај Јевреја и конфинирање националиста, међу које су спадали: предратни припадници демократских партија, као носиоци антинемачке политике, чланови четничких удружења, свештеници, као народне вође још из доба Топличког устанка 1917, активни краљевски официри, који су организовали прве непредате војне одреде, следбеници 27. марта, англофили, припадници масонске ложе, ротари клубова и други.
Логор, је основан у зградама српске војске које су до окупације служиле као војни магацин, у индустријској зони града Ниша. Њиме су управљали Немци током Другог светског рата. Како је био смештен у непосредној близини железничке станице „Црвени крст“ у Нишу по њој је и добио најчешће коришћен назив, Логор Црвени крст.
Логор је формирао шеф Гестапоа у Нишу СС капетана Хајнрих Брант, који је непосредно био потчињен заповеднику СИПО и СД, пуковнику Шеферу.
Према подацима послератне Земаљске комисије за утврђивање ратне штете, кроз логор је за време окупације прошло око 30.000 затвореника, а 10.000 логораша и затвореника из других затвора у граду стрељано је на Бубњу код Ниша. Тачан број стрељаних није било могуће утврдити пошто су нацисти уништили трагове злочина.

### Шабац
У Шапцу су постојала два логора: логор у касарнама на месту званом Сењак и логор у баракама на Сави.

#### Логор у касарнама на месту званом Сењак
Овај логор, који није имао карактер концентрационог, више је имао пролазни карактер и постојао је до лета 1942. године. Логор су формирале немачке војне јединице 342. пешадијске дивизије 30. септембра 1941. како би у касарнама бивше краљевске југословенске војске сместиле похапшене таоце из Шапца и околине после „крвавог марша", а затим из целог Подриња. Како је у једном моменту у логору било око 22.000 логораша, a сви нису могли стати у касарнске просторије, тако је велики број ухапшених сељака остао напољу. Ту, у кругу логора затвореници су били подељени на групе по општинама.
Пражњење логора почело је почетком децембра, на начин што су затворенике отпуштали кућама или их интернирали и стрељали. Најпре су ослободили оне који су изразили жељу да ће продужити борбу против народноослободилачког покрета; међу којима су доминирале присталице Љотићевог покрета, жандарми, председници општина и кметови. До 9. октобра ослобођено је око 1.000 лица.
Како пражњење логора није ишло тако брзо, 1. новембра 1941. и даље сви логораши нису могли да се сместе у логорске објекте (касарне). Према дневнику проте Бабовића, почетком новембра у логору је било око 12.000 лица.
Један број затвореника транспортован је на рад у руднике Србије. Тако је у рудник Костолац упућено „као помоћна радна снага 300 мушкараца, у угљенокоп Сењски рудник 300 мушкараца, а у руднике лигнита Костолац и Кленовник (северно од Пожаревца) 300 мушкараца".
У логору је вршена и агитација за „добровољни" одлазак на рад у Немачку. Многи затвореници, не видећи начин и други излаз из логорског круга све више су се пријављивали.
Мада је логор на Сењаку нагло пражњен, он је истовремено поново попуњаван заробљеним партизанима, који су се враћали на терен Подриња да покушају да организују народноослободилачки покрет у Мачви.
| „ | Према неким квислиншким извештајима, само у другој половини децембра ухапшено je 112 партизана, међу којима се налазио и Стјепан-Стево Филиповић. Један део ових партизана похапсили су четници и предали Немцима. Сви су подвргнути мучењима најпре у затвору Окружног суда, а затим су пребачени у логор на Сењаку. Одатле су их Немци после краћих саслушања и мучења стрељали. У јануару 1942. године позната су четири масовна стрељања у Шапцу, када је стрељано око 500 затвореника. | ” |

Након све масовнијих злодела логор је до пролећа 1942. био скоро празан. Последња група која се састојала од 30 заробљених партизана, највећим делом пребачена је у логор на Сави.

#### Логор у баракама на Сави
Овај логор по својој структури, за разлику од Сењачког, више је одговарао концентрационом логору. И овај нацистички логор, који је постојао све време окупације у Шапцу је основала је 1941. године немачка војска. Кроз логор је током његовог постојања прошло око 30.000 становника Мачве. Затвореници су углавном држани у логору као таоци за стрељање из одмазде.
Логор је био смештен у војним баракама на простору око Старог града. Инфраструктура логора састојала се од шест барака, насупрот којих су се налазиле: управна зграда, зграде за магацине, радионице и кухиње. Логор је био опасан са два реда бодљикаве жице. У кругу логора било је неколико кула осматрачница. Управу логора чинили су немачки војници, који су давали стражу, све док исту 1943. и 1944. нису преузели припадници Руског заштитног корпуса.
Логор почео је са радом још 20. јула 1941. када су похапшени Јевреји из Шапца, који су њему остали до краја јануара 1942. године. Један део Јевреја стрељан је током октобра 1941, а остатак (жене и деца), пребачени су у логор на Сајмишту. После Јевреја нацисти су у логор дотерали неколико стотина ухапшених Босанаца, а онда су почели да пристижу затвореници из целог Подриња, Ваљева, Ужица и других места. У мају 1942. логор је остао полупразан, јер је највећи део заробљених партизана интерниран или стрељан.
У периоду од пролећа 1942. до пролећа 1943, у логору на Сави највише је било оних који нису испунили обавезе у давању жита и стоке окупатору, као и они који су похапшени за принудни рад. Логор је поново почео да се масовно пуни у пролеће 1943, довођењем припадника и симпатизера народноослободилачког покрета и четника.
Почетком 1944. окупатор је извршио нова масовна хапшења сарадника HOП-a, када је за неколико дана ухапшено преко 200 Подрињаца. Највећи део убрзо је интерниран преко Бањице у Немачку. Последњи затвореници из логора упућени су на Бањицу 19. септембра 1944. године, а остали су пуштени кућама. Тог датума логор је званично престао да постоји.

## Логори под управом НДХ

#### Логор Старо сајмиште у Земуну
Логор на старом Сајмиште, или преведено са немачког Јеврејски логор Земун, налазио се на левој обали реке Саве, наспрам Савског моста, на месту Старог сајмишта, на територији која је ушла у састав Независне Државе Хрватске, и на којој је Сајмиште означавало њену најисточнију тачку. На захтев Немаца, Хрвати су ту територију уступили и на њој дозволили успостављање логора, под условом хрватске владе ”…да у логору не буде српских стражара или полицајаца и да се логор снабдева и финансира из Београда.”
У почетку је логор био само за српске Јевреје и то првенствено жене, децу и старце. Свакодневно од 8. децембра 1941. до почетка маја 1942. године, јеврејска деца, жене и старци убијани су на путу од логора до припремљених масовних рака у селу Јајинци и за само пет месеци у логору је страдало преко шест хиљада Јевреја. Када је маја 1942. довршено уништавање Јевреја, a Србија проглашена за   – очишћену од Јевреја, логор је почео да прима и друге таоце: комунисте, партизане, четнике као и цивиле ухваћене на подручју ратних дејстава од маја 1942. до јула 1944. године.
Након што је Вермахт стрељао у знак одмазде 4.000 до 5.000 мушкараца Јевреја, немачка администрација је у јесен 1941. почела да тражи локацију на коју би били премештени преостали Јевреји, жене, деца и стари, који су због пола, година или физичког стања били поштеђени стрељања. Првобитно, план је био да се до предвиђене депортације на „прихватилиште на истоку“, Јевреји сместе у логор близу Сремске Митровице, али се схватило да је локација неподесна, јер је земљиште подложно поплавама, те се од тог плана одустало.
Немачка војна управа одлучила је 23. октобра 1941, да за ту намену преуреди Београдско сајмиште и његове павиљоне, напуштене након бомбардовања 6. априла. Како се локација налазила недалеко од Земуна, логор је назван Judenlager Semlin, односно Јеврејски логор Земун. Адаптацију простора је извела немачка грађевинска организација Тот, а радове су изводила група од 200-300 Јевреја из логора Топовске шупе, који су касније интернирани у логор Сајмиште, док је логор на Аутокоманди ликвидиран.
Управу над логором је имао немачки СС до маја 1944. После тога команду над логором преузеле су усташе.
Кроз Прихватни логор Земун, како му је гласио нови назив, прошло је око тридесет две хиљаде људи, а убијено око једанаест хиљада. Логор на Старом београдском сајмишту био је највећи немачки логор не само у окупираној Србији, већ и на европском Југоистоку. У савезничком бомбардовању 1944. године, оштећени су и порушени многи логорски/сајамски павиљони, након чега је логор расформиран.
Већина Немаца одговорних за рад логора након рата је ухапшено и изведено пред суд. Неколико њих је изручено Југославији и погубљено. Командант логора Херберт Андорфер и његов заменик Едгар Енге ухапшени су током 1960их након много година скривања. Обојици су у Западној Немачкој и Аустрији изречене кратке казне, мада Енгеова казна никада није испоштована због његових година и лошег здравља.

### Логор у Сремској Митровици
Логор у Сремској Митровици, основале су усташе јула 1941. и у њега интернирале Јевреје који су стално живели у Руми (око 250) и јеврејске избеглице из западне Европе (око 200). После неколико дана кућама су пуштен Јевреји стално настањени у Руми, након што су платили износ од 200.000 динара, док су јеврејске избеглице одведене у логор у Старој Градишкoj и Јасеновцу (мушкарци), a жене и деца y логор Лоборград.
Међутим, убрзо су Јевреји стално настањени у Руми одведени поново у логор јула 1942. и одатле премештени у винковачки логор, а након три недеље и у логоре у Јасеновцу и Аушвицу.

## Логори под мађарском управом
Војвођански крајеви који су пре Другог светског рата били су у саставу Дунавске бановине Краљевине Југославије. Након окупације Југославија, војвођански простор је распарчан. Бачка и Барања су окупиране и припојене Хортијевој Мађарској, Срем је укључен у усташку Независну Државу Хрватску, а
Банат је био под управом Немаца, а само формално у саставу окупиране, Недићеве Србије.
Ови логор, међутим, нису били концентрациони логори, као што су то били Хитлерови и Павелићеви логори смрти и разарања. У њима није било крематоријума, гасних комора, ни кољача усташког типа. У  њима је смрт требало да дође „природно“, без наводног насиља ... наводно све према важећем међународном ратном праву.
У тринаест логора, који су у Бачкој и Барањи основани непосредно после окупације Југославије, било је, према процени окупационих власти, места за 27.300 интернираних грађана,  .

### Логори на Палићком путу и касарни у Суботици
Према извештају од 14. маја 1941. године, први логор који је основан у Суботици, био је онај на Палићком путу број 10,  смештен у објектима у власништво предузећа за производњу браварских производа "Морава". Логор који је почео са радом 7. маја, могао је да прими 400 људи, користио је два велика магацина, који су донедавно коришћени као штале.  У њега је била интернирана већа група суботичких Јевреја. Управник логора био је полицијски писар Тамаси, који је у потпуности опљачкао заточенике, а стражи је наређивао да их батинају до бесвести. Почетком јуна 1941. логор је расформиран а Јевреји су пуштени кућама.
Други логор је био у бившој артиљеријској касарни, која је током Првог светског рата коришћена као логор за руске ратне заробљенике. Иако је, према једном документу, логор могао да прими само 1.000 интернираних, у документу од 14. маја 1941. године стоји… да би, уз одговарајућу адаптацију једне штале и коришћење таванских просторија, логор могао да прими до две и по хиљаде људи. У логору је тога дана било 130 жена и деце и 407 одраслих мушкараца.

### Логор у Старом Бечеју
Овај логор формиран је 20. маја 1941. и у њега је интернирано око 140 Јевреја из Бачке Тополе. За пуштање заточеника из логора тражени су већи новчани износи. Лица које су могла да исплате тражени износ (око 100 лица) је пуштено, а остали су одведени у логор у Бачкој Тополи, тако да је логор у Старом Бечеју убрзо расформиран.

### Логор у Бачкој Тополи
Овај логор формиран је 19. маја 1941. на сењаку под настрешницама бившим југословенским е војске на путу између Бачке Тополе и Бајса. Логор је до октобра 1941. био под војном управом, а командант је био капетан Фаркаш, инжењер из Мишколца. Од октобра 1941. логор је био под цивилном управом.
Први заточеници логора били су били Јевреји из разних места у Бачкој, које би управа пустила на слободу тек након исплате одређеног новчаног износа. Убрзо је доведена и већа група Срба, као и припадника НОП, тако да је у августу 1941. у логору било: око 100 припадника НОП, 150 Срба и Јевреја доведених из Србобрана и Милошева, 30 суботичких Јевреја који су као таоци доведени после извршене паљевине жита у околини Суботице, затим 30 јеврејских избеглица из западних земаља Европе, група Јевреја који су живели до рата у Бачкој, али нису могла доказати да су били настањени на тој територији пре 1918. године.
Једна група заточеника је пуштена кућама (лица која су могла да плате тражени новчани износ), а друга је одведена. Групу Јевреја, који нису могли да плате тражени износ, мађарски фашисти су предали усташама и Немцима, који су их одвели у логоре, где су страдали. Последњи заточеници из овог логора пуштени су крајем 1943. године.

### Логор на пустари Визић код Бегеча
У овом радном логору, који је формиран средином маја 1941, било је интернирано око 900 новосадских Јевреја. У њему су били изложени разним злостављањима и глади, а сваког дана вођени су на изградњу путева, да би након два месец присилног рада били пуштени кућама.

### Логор на новосадском аеродрому
У логор на новосадском аеродрому смештени су колонисти из Нове Црвенке, Новог Фекетића, Кочићева, Горње Рогатице, Светићева, Бачки Душанов и још нека места. Остали су логору око  месец дана. У овом логору, поред колониста и добровољаца, било је и нешто Срба и Јевреја из разних крајева Бачке. Интернирани су јер их је окупаторска власт непоузданим за режим.

### Логор у Великој Канижи
Логор у Великој Канижи (Нађканижи)  био је формиран још пре избијања рата између Немачке и Југославије. За логор је искоришћена напуштена фабричка зграда у којој се производила цикорију позната под називом „франк-кафа“.
У њему су се по његовом оснивању налазили припадници пољске армије који су после слома у рату са Немачком масовно бежали у Мађарску, прећутно уз сагласности мађарских власти, у мањим и већим групама и преко илегалних пунктова. Они су такође наставили пут из Југославије и придружили се неким пољским јединицама у иностранству које су наставиле борбу против немачке фашистичке окупације.
У овом логору су се колонисти задржали кратко, па су углавном сви пребачени у Шарвар.

### Логор у Барчу
Логор у Барчу налазио у једном напуштеном млину на истој на самој обали Драве  на самој југословенско-мађарској граници, удаљеном само четрнаест километара од Вировитице. Нагкањижа је била негде стотинак километара северозападно од Барча и двадесетак километара далеко од југословенско-мађарске границе. У њему су владали изузетно тешки  услови живота, јер су стражари имали зверски однос према интернираним. Иако је у оквиру логора постојао бунар са пијаћом водом, логораши су морали да пију воду из Драве, где су је користили за прање и кување, а одвод из импровизованог клозета отицао се у реку.
Колонисти су били у овом логору до почетка децембра 1941. године. Затим су пребачени делом у Шарвар, делом у Нађкањиж, одакле су поново превезени у Шарвар, где су почетком 1942. године убијени.

### Остали логори[37]
Логор код Убошког дома
Логор у Баји
Логор Толонц – хаз
Логор у Киштарчи
Логор у Гарању
Логор у Фенађшагу